# Abie's Irish Rose
Abie's Irish Rose (bra Rosa Irlandesa) é um filme de comédia dramática parcialmente sonoro de 1928. Dirigido por Victor Fleming, foi baseado na peça Abie's Irish Rose de Anne Nichols. O filme teve mais tarde um remake em 1946.

## Sinopse
Um menino judeu, Abie Levy, apaixona-se e se casa secretamente com Rosemary Murphy, uma menina católica irlandesa, mas mente para sua família, dizendo que ela é judia. Os pais dos noivos são, no início, religiosamente intolerantes um contra o outro, mas com o nascimento de netos gêmeos a rivalidade desaparece.[carece de fontes?]

## Elenco
- Charles "Buddy" Rogers como Abie Levy
- Nancy Carroll como Rosemary Murphy
- Jean Hersholt como Solomon Levy
- J. Farrell MacDonald como Patrick Murphy
- Bernard Gorcey como Isaac Cohen
- Ida Kramer como Mrs. Isaac Cohen
- Nick Cogley como Father Whalen
- Camillus Pretal como Rabbi Jacob Samuels
- Rosa Rosanova como Sarah

## Estado de preservação
Somente restam rolos de 3-6 e 9-12 sobreviventes deste filme, com a cópia incompleta na versão muda. Também pode haver uma cópia incompleta de 8, não verificado. Todos os rolos sobreviventes do filme estão arquivados na Biblioteca do Congresso em Washington D.C.